# عاصم سلام
عاصم سلام Assem Salam، مهندس ومعماري ومؤلف ونقابي لبناني، من (مواليد 1924). خريج جامعة كامبريدج (1950)، صمّم سراي صيدا (1965) و Khachoggi Mosque مسجد خاشقجي (1968) ومدرسة برمانا الثانوية (1966)،
كما عمل مع جورج رييس وثيو كنعان كثلاثي هندسي لبناني شاركوا معا في تصميم العديد من المباني المهمة بما في ذلك مباني رئيسية في الولايات المتحدة الأمريكية.

## تعليمه ومساره المهني
تخرج من جامعة كمبردج إنكلترا في الهندسة المعمارية سنة 1950. زاول مهنة الهندسة في مكتبه الخاص بعد 4 سنوات من التخرج، منذ سنة 1956.

## نشاطات وتأسيسات في مجال الهندسة والعمران
رئيس هيئة المعماريين العرب 1998- 2001 ( اتحاد المهندسين العرب ).
أسس قسم الهندسة المعمارية في الجامعة الأميركية في بيروت مع الأستاذ ريمون غصن سنة 1954 وقام بالتعليم فيه بصفة أستاذ مشارك لغاية 1977.

### أعمال تأسيسية فاعلة
العمل على استصدار القانون الجديد والنظام الداخلي للنقابة وما استتبع ذلك من تأسيس جديد لفروع النقابة قائم على إبراز اختصاص كل منها ونظام الرابطات المهنية وأمور تأسيسية أخرى.
اعتماد أنظمة جديدة مالية حديثة.
اعتماد نظام التدقيق المالي والإداري الداخلي للنقابة.
وضع نظام الهيكلية الإدارية للنقابة واعتماد سلسلة الرتب والرواتب للموظفين.
إقامة وتجهيز مركز المكتبة والمعلوماتية.
إقامة وتجهيز مركز أرشيف النقابة.
توثيق قوانين وأنظمة مزاولة مهنة الهندسة في لبنان.

### دراسات
دراسة أوضاع كل من صندوق التقديمات الاجتماعية والإستشفائية وصندوق التقاعد.

## مؤلفات
اهتم عاصم سلام بمجال التهيئة والسياسة العمرانية لبيروت ولبنان عامة وفق رؤية شمولية تتماشى مع لبنان، وقي ذلك أنجز عدة مؤلفات ومقالات. ومحاضرات، تعد مرجعا مهما للمهتمين والمعنيين بالإدارة والسياسة العمرانية في بيروت ولبنان، وفي ذلك ترك عاصم سلام للخزانة اللبنانية والعربية والعالمية مؤلفات مهمة في مجال الهندسة والعمران، من أهمها:
-بالمشاركة مع آخرين:
- - إعمار بيروت - الفرصة الضائعة ( 1992 )

-إنتاج أحادي:
- - منهجية إعمار بيروت - أبحاث أولية في السبل الصحيحة والبدائل المقترحة (1995).
  - الإعمار والمصلحة العامة - في العمارة والمدينة (1995).[3]

## انجازات معمارية
- صمّم سراي صيدا (1965)
- مسجد خاشقجي (1968)
- صمم مهاجع مدرسة برمانا الثانوية (1966)،
- عمل مع جورج رييس وثيو كنعان، بشكل ثلاثي تشاركي في تصميم العديد من المباني المهمة في لبنان وخارج لبنان.